# Madhabi Puri Buch
Pour les articles homonymes, voir Buch.
Madhabi Puri Buch, née le 12 janvier 1965, est une femme d'affaires indienne qui est la présidente de l'organisme de réglementation des valeurs mobilières en Inde, Securities and Exchange Board of India (en) (SEBI). Elle est la première femme à diriger la SEBI et la première personne du secteur privé à être nommée à ce poste,.
D'avril 2017 à mars 2022, elle est membre à temps plein de la SEBI et est responsable d'ordonnances réglementaires importantes. On attribue à Buch le mérite d'avoir apporté des changements rapides qui ont amélioré le système ainsi que l'efficacité de l'organisme de réglementation.
En août 2024, Hindenburg Research, une société activiste de vente à découvert, l'accuse, ainsi que son mari, d'avoir des participations dans des entités offshore douteuses utilisées pour gonfler artificiellement les actions des sociétés détenues par le groupe Adani. Ils nient ces allégations,.

## Éducation
Buch fait ses études à la Fort Convent School, Bombay (en) et au Convent de Jesus et Mary (en) de Dehli. Elle obtient une spécialisation en mathématiques au collège Saint-Étienne et obtient ensuite un MBA à l'IIM d'Ahmedabad,.

## Carrière

### Carrière en entreprise
Sa carrière débute en 1989 à la ICICI Bank. Entre 1993 et 1995, Buch travaille comme professeure au West Cheshire College (en) en Angleterre. Elle occupe différents postes au sein d'entreprises pendant 12 ans, notamment dans les domaines des ventes, du marketing et du développement de produits. Elle dirige également les opérations. En 2006, elle rejoint ICICI Securities et devient ensuite leur PDG de février 2009 à mai 2011. Après cela, Buch déménage à Singapour pour rejoindre Greater Pacific Capital en 2011. Entre 2011 et 2017, elle occupe divers postes en tant que directrice exécutive de nombreuses entreprises telles queZensar Technologies (en), InnoVen Capital et Max Healthcare (en). Buch est également directrice indépendante de l'Indian School of Development Management (ISDM) et consultante pour la Nouvelle banque de développement (banque BRICS).

### Carrière chez SEBI

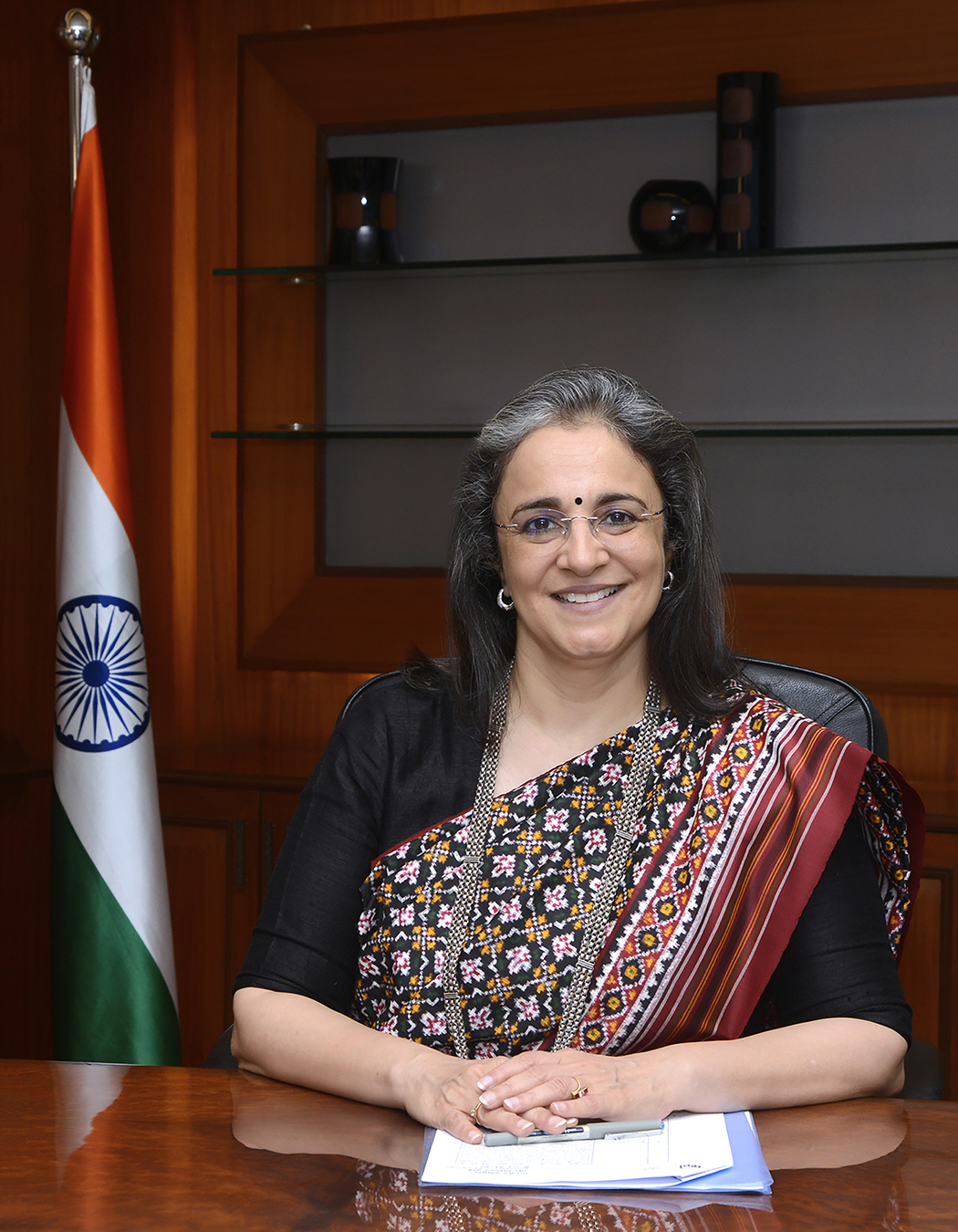
Madhabi Puri Buch en tant que président du SEBI.

En avril 2017, Buch est nommée directrice à temps plein de la SEBI et se voit confier la responsabilité de portefeuilles tels que les programmes de placement collectif, la surveillance et la gestion des investissements. À la fin de son mandat, elle est nommée au sein d’un comité technologique composé de sept membres, formé pour aider la SEBI à concevoir des systèmes technologiques internes. Connue pour son attitude agnostique en matière de technologie et de données, Buch adopte quelques ordonnances réglementaires historiques. En 2018, elle émet une ordonnance contre le groupe Sahara India Pariwar (en) pour restituer les 14 000 crores collectées auprès des investisseurs par le biais d'obligations entièrement convertibles. Cela se produit après qu'ils ont violé une ordonnance de la SEBI leur demandant de fournir les détails du remboursement aux investisseurs. En janvier 2021, Buch mène une enquête détaillée sur les délits d'initiés commis par le journaliste de CNBC Awaaz (en), Hemant Ghai, et lui interdit, ainsi qu'à sa mère et à sa femme, d'accéder aux marchés boursiers,. En mai 2021, elle rend une ordonnance contre Savla et Ajitkumar pour avoir partagé des informations sensibles non publiées sur le prix des actions de Deep Industries sur la base de leur connexion et de leur interaction sur la plateforme de médias sociaux. En août 2021, elle identifie 15 entités se livrant à des pratiques déloyales dans le cadre des actions de Zee Entertainment Enterprises après l'annonce de ses résultats.
Le 1er mars 2022, Buch est nommée présidente de la SEBI pour une période de 3 ans. Elle remplace Ajay Tyagi,. Ayant rejoint la SEBI à un moment difficile, Buch est interrogée par la commission parlementaire au sujet de l'arnaque de colocalisation de la NSE. Étant elle-même une personne issue du secteur privé, Buch décide d'entreprendre une refonte de l'organisation pour améliorer la productivité, renforcer la responsabilité et améliorer l'équité au sein de la SEBI. Au cours de ses 100 premiers jours à la tête de l’institution, elle apporte des changements rapides dans l’organisation, les processus et la réglementation des marchés. Buch introduit le système d’entreprise des KRA pour stimuler une action ciblée sur les domaines nécessitant une attention particulière. Elle mets l’accent sur la cybersécurité et l’utilisation de la technologie et des données. Elle dirige aussi le processus de recherche d’un retour d’information approfondi du marché sur tout changement de politique clé. Les observateurs affirment que Buch a imposé aux intermédiaires la responsabilité d’apporter des modifications à leurs systèmes pour évoluer avec la dynamique du marché. Lorsqu’elle prend ses fonctions, le marché des valeurs mobilières en Inde suit un processus de compensation T+2. Elle pousse les dépositaires et les sociétés de compensation à se préparer au processus de compensation T+1 et T+0, ce qui permettrait aux investisseurs de recevoir leur argent et leurs actions plus rapidement. En 2024, le système de règlement T+0 est introduit de manière progressive. Buch demande également au gouvernement des pouvoirs supplémentaires pour surveiller les réseaux de médias sociaux afin de lutter contre les opérations de premier plan sur les marchés.

## Controverses
En août 2024, Hindenburg Research, une société activiste de vente à découvert, accuse Puri Buch et son mari d'avoir une participation dans des entités offshore qui investissent de l'argent en Inde. Ils allèguent que ces mêmes fonds, gérés par IIFL Wealth (en), ont été utilisés par Vinod Adani (en) pour gonfler artificiellement les actions des sociétés détenues par le groupe Adani. Cela met Buch sous les feux des projecteurs, car la SEBI avait auparavant eu du mal à trouver les propriétaires effectifs de fonds offshore similaires qui avaient investi dans les sociétés Adani,,.
Le couple réfute les allégations portées contre eux et déclare que toutes les informations divulguées avaient déjà été fournies à la SEBI au fil des ans,. Ils publient également une déclaration un jour après la publication du rapport, précisant que le fonds n'a investi dans aucun titre impliquant le groupe Adani au moment de l'investissement, et qu'ils avaient investi dans le fonds parce que le gestionnaire du fonds était un ami proche,. Buch qualifie les allégations de Hindenburg de tentative de « diffamation » après l'action coercitive du régulateur et l'avis de « justification » adressé au vendeur à découvert pour violation des règles indiennes.
Le groupe Adani qualifie ces accusation de « malveillantes et malicieuses ». Le chef de l'opposition indienne à la Lok Sabha, Rahul Gandhi, demande à Buch de démissionner,.
Quelques jours plus tard, le Congrès national indien accuse Buch d'avoir reçu des revenus de location d'une société sur laquelle la SEBI enquêtait,. Ils allèguent également qu'elle a continué à gagner des sommes importantes grâce à ses plans d'options d'achat d'actions (ESOP) d'ICICI Bank, longtemps après avoir quitté l'entreprise,. Le même mois, Subhash Chandra Goenka de Zee Entertainment Enterprises l'accuse de l'échec de la fusion entre sa société et Sony India (en),.
En septembre 2024, environ 1 000 employés de la SEBI organisent une rare manifestation devant le siège du régulateur pour exiger la démission de Buch. Dans une lettre adressée au ministère des Finances, ils se plaignent d'une culture de travail toxique,.

## Vie personnelle
Buch est née en 1966 sous le nom de Madhabi Puri de Kamal Puri et de sa femme. Son père travaille dans le secteur privé tandis que sa mère est une universitaire titulaire d'un doctorat en sciences politiques. À l'âge de dix-huit ans, elle se fiance à Dhawal Buch, qui est directeur de la multinationale FMCG, Unilever. Ils se marient quand elle a 21 ans et donne ensuite naissance à son fils, Abhay. Buch dit qu'elle doit une grande partie de son succès à son fils et à son mari qui est son ami, son philosophe et son guide,.
Buch est l'un des survivantes des attentats terroristes de novembre 2008 à Bombay. Elle est avec son mari au Taj Mahal Palace pour assister à une réunion d'Unilever à ce moment-là,.